# Бандарбан (зіла)
Бандарба́н (бенг. বান্দরবান, англ. Bandarban) — одна з 11 зіл регіону Читтагонг Бангладеш, розташований на південному сході регіону.
Населення — 388335 осіб (2011; 302335 в 2008, 230569 в 1991).

## Адміністративний поділ
До складу регіону входять 7 упазіл:
| Зіла            | Площа, км² | Населення, осіб (1991) | Населення, осіб (2008) |
| --------------- | ---------- | ---------------------- | ---------------------- |
| Алікадам        | 885,78     | 27782                  | 37259                  |
| Бандарбан-Садар | 501,99     | 49711                  | 68493                  |
| Лама            | 671,84     | 64717                  | 78708                  |
| Наїкхонгчарі    | 463,61     | 38350                  | 49465                  |
| Ровангчхарі     | 442,89     | 17904                  | 24829                  |
| Рума            | 492,10     | 19001                  | 26589                  |
| Тханчі          | 1020,82    | 16104                  | 16992                  |